# Ас-Сура-ас-Сагіра
Ас-Сура-ас-Сагіра (англ. Al-Surah al-Saghirah, араб. الصورة الصغيرة) — поселення в Сирії, що складає невеличку друзьку общину в нохії Ас-Сура-ас-Сагіра, яка входить до складу мінтаки Шагба в південній сирійській мухафазі Ас-Сувейда.